# Gumare
Gumare – miasto w Botswanie, w dystrykcie North West. W 2008 liczyło 8 469 mieszkańców.